# ロリータ・バイブ責め
『ロリータ・バイブ責め』（ロリータ・バイブぜめ）は、1987年に製作された佐藤寿保監督の日本映画。脚本制作時、およびビデオソフト化後のタイトルは『秘蜜の花園』であり、こちらのタイトルでの紹介も多い。

## 概要
1987年9月19日、にっかつロマンポルノの一作として公開。製作ににっかつは関わっておらず、ピンク映画を主な発表の場としていた獅子プロモーションが製作した外部委託作品。ジャンルとしては官能サイコスリラーであり、監督・佐藤寿保の初期代表作として知られる。R18+作品。
性愛表現、残虐表現から長らくソフト化していなかったが、2002年3月22日、アップリンクのピンク映画レーベル“NIPPON EROTICS”シリーズの一本としてDVD化。公式サイトでは「国映・新東宝セレクション」のカテゴリーとなっている。

## あらすじ
行方不明となった同級生を探し、ビラ撒きをしていた女子高生の梢。そこに私立探偵を騙るサイコパスが現れ、彼女を誘い、拉致監禁してしまう。男は誘拐した女性を電動バイブで凌辱し、写真撮影したうえ連続殺人を働く猟奇性愛者だった。しかし梢は今までの女性と反応が違った。未熟な肉体は苦痛の果てに究極の喜悦を見出したのだ。女の苦痛はやがて男の恐怖に変わっていく。

## 登場人物
北条梢　
演 - 木村さやか　
居場所を求めさまよう女子高校生。サカグチヤスシという男を探している。
井田光晴
演 - 伊藤猛
スタジオサブマリンと称するコンテナに住む男。自称探偵。　
野口和美
演 - 梁川りお
梢の同級生。かつて給食の味噌汁にエアゾールを混入させ、中毒事件を起こした。この真犯人であることは梢だけが知る。
その他出演
- 伊藤清美、池島ゆたか(友情出演)、須和野裕子、富山綾子

## スタッフ
- 監督：佐藤寿保
- 脚本：夢野史郎
- 音楽：早川創
- 撮影：瓜生敏彦
- 照明：加藤博美
- 録音：銀座サウンド
- 編集：酒井正次
- 助監督：橋口卓明
- 製作：獅子プロダクション
- 配給：にっかつ[3]